# Duncan Gregory
Duncan Farquharson Gregory (Edimburgo, 13 aprile 1813 – Edimburgo, 23 febbraio 1844) è stato un matematico britannico di cui un trisavolo era James Gregory.
Nel 1833 entra nel Trinity College dell'Università di Cambridge. I suoi interessi si rivolgono a matematica, chimica, fisica, astronomia, botanica. Ottiene un BA nel 1837 e un MA nel 1841 e nel 1840 diventa assistente tutore del Trinity College e si dedica solo alla matematica. È il primo editor del Cambridge Mathematical Journal. La sua cattiva salute lo obbliga a tornare nella casa di famiglia ad Edimburgo e qui muore trentenne.
Il suo principale contributo alla matematica riguarda la definizione delle operazioni  tra le combinazioni in senso algebrico. Il suo lavoro porta molto avanti le vedute di 
George Peacock e influenzerà gli studi di George Boole.
Scrive inoltre due testi che hanno avuto notevole influenza: un trattato di calcolo differenziale e integrale che contribuì alla adozione in Inghilterra del calcolo infinitesimale, secondo gli auspici della Analytical Society di Peacock, John Herschel e Charles Babbage. Il secondo, sulle applicazioni geometriche dell'analisi, fu completato e pubblicato dopo la sua morte.